# 哈達 (1955年)
哈達（1955年11月29日—），中华人民共和国国籍蒙古族，內蒙古獨立運動人士。

## 生平
哈達出生在內蒙古自治區興安盟科爾沁右翼前旗，後就讀內蒙古師範大學蒙古語學院。參加1981年內蒙古學生運動，並參加內蒙古獨立運動的地下組織。1983年從內蒙古師範大學蒙古語學院畢業，擔任內蒙古人民出版社編輯3年。1986年進入內蒙古師範大學法政學院，學習哲學。1989年從內蒙古師範大學法政學院畢業，在呼和浩特市開設蒙古學書店「蒙古學書社」。
哈達與席海明、呼慶特古斯、王滿來等蒙古族學生組建內蒙古人民黨，謀求內蒙古獨立。然而，他們就東蒙古還是西蒙古要先實現獨立發生分歧，最終無法達成共識而分裂。哈達來到東蒙古，於1992年成立南蒙古民主聯盟，並被推舉為主席。哈達反對漢人向內蒙古大量移民，要求實現內蒙古的民族自決和民主化。南蒙古民主聯盟秘密出版雜誌《南蒙之聲》，揭露文化大革命期間內人黨事件的真相，以及批評漢人大量移民、民族自治的虛設、草原破壞等等政策。1995年，哈達被捕，南蒙古民主聯盟遭解散。1996年12月6日，哈達被以《中华人民共和国刑法》分裂國家罪和間諜罪判處有期徒刑15年，關押在赤峰市內蒙古第四監獄。
2010年12月10日，哈達刑期期滿釋放，旋即全家失蹤。后来得知，释放后的哈达被关进呼和浩特市郊外的一座监狱里长达四年。
2011年11月，哈達獲頒獨立中文筆會第二屆劉曉波寫作勇氣獎。